# شهرستان کیم هیونگ‌گوون
شهرستان کیم هیونگ‌گوون (به کره‌ای: 김형권군) یک شهرستان در شمال کره شمالی است که در تابعیت استان ریانگ‌گانگ قرار دارد.
در سال ۱۹۵۴ میلادی، با تاسیس استان ریانگ‌گانگ از مناطق شمالی استان هامگیونگ جنوبی، این شهرستان از استان جاگانگ جدا شده و به این استان ملحق شد.
در سال ۱۹۹۰ میلادی، شهرستان پونگسان (به کره‌ای: 풍산군) برای ارج نهادن به کیم هیونگ‌گوون، عموی کیم ایل‌سونگ (رهبر اول کره شمالی) و یکی از رهبران مبارز چریکی عضو ارتش متحد ضد ژاپنی شمال شرقی، به نام وی تغییر یافت. کیم هیونگ‌گوون رهبری عملیاتی ضد قوای پلیس ژاپنی در منطقهٔ شهرستان پونگسان، در کره تحت استعمار ژاپن در سال ۱۹۳۰ میلادی را به عهده داشت، و نقش وی در این عملیات باعث شناخته شدن او در رسانه‌های ژاپنی شد. وی در سال همان سال بازداشت شده و به حبص محکوم شد، و چند سال بعد در زندانی در سئول در گذشت.
نژادی از سگ شکاری به نام پونگسان که یک از نمادهای ملی کره به حساب می‌آید، از این شهرستان نشأت گرفته‌اند. این سگ‌ها بسیار با ارزش و کمیاب بوده و گاها از کره شمالی به چین قاچاق می‌شوند.

## تقسیمات اداری
شهرستان کیم هیونگ‌گوون به ۱ شهرک، ۱ منطقهٔ کارگری، و ۱۷ روستای تابعه تقسیم شده است.
| - ‌ شهرک‌ها - کیم هیونگ‌گوون(김형권읍، Kimhyŏnggwŏn-ŭp) - مناطق کارگری - پیونگ‌سان (평산로동자구، P'yŏngsal-lodongjagu) - روستاها - پابال (파발리، P'abal-li) - جانگ‌آن (장안리، Changal-li) - جانگ‌پیونگ (장평리، Changp'yŏng-ri) - جیک‌سول (직설리، Chiksŏl-li) - جیگیونگ (지경리، Chigyŏng-ri) - دونگهونگ (동흥리، Tonghŭng-ri) - ریپو (리포리، Rip'o-ri) | - روستاها (ادامه) - رئون (로은리، Roŭl-li) - سائا (사아리، Saa-ri) - سودونگ (수동리، Sudong-ri) - شین‌وون (신원리، Sinwŏl-li) - گوانگ‌دونگ (광덕리، Kwangdŏng-ri) - میگام (미감리، Migam-ri) - نه‌جونگ (내중리، Naejung-ri) - هاجیگیونگ (하지경리، Hajigyŏng-ri) - هوانگ‌سووون (황수원리، Hwangsuwŏl-li) - یانگ‌پیونگ (양평리، Yangp'yŏng-ri) |